# Bagaces (canton)
Bagaces est un canton de province de Guanacaste, au Costa Rica. Quatrième dans l'ordre de création, Bagaces est entouré au nord par la province d'Alajuela, et plus précisément le canton d'Upala. 
Il ne possède pas de façade maritime mais il est voisins d'autres cantons dans la province, les cantons de Liberia, Carrillo, Cañas, Nicoya et Santa Cruz, Tilarán sur une petite portion.